# Nia Long
Nia Long, właśc. Nitara Carlynn Long (ur. 30 października 1970 na Brooklynie w Nowym Jorku, USA) – amerykańska aktorka, okazjonalnie reżyserka wideoklipów muzycznych.

## Filmografia
- 2014:  The Single Moms Club jako May Miller
- 2013: The Best Man Holiday jako Jordan Armstrong
- 2012: Kłamstwa na sprzedaż jako Tamara
- 2009: Good Hair jako Herself
- 2008: Gospel Hill jako pani Yvonne Palmer
- 2007: Przeczucie (Premonition) jako przyjaciółka Lindy
- 2007: Jak długo jeszcze? (Are We Done Yet?) jako Suzanne Persons
- 2006: Agent XXL 2 (Big Momma's House 2) jako Sherry Pierce
- 2005: Daleko jeszcze? (Are We There Yet?) jako Suzanne Kingston
- 2004: Alfie jako Lonette
- 2003: How to Get the Man’s Foot Outta Your Ass jako Sandra
- 2002: Nawiedzony dom (Sightings: Heartland Ghost) jako Lou
- 2000: Agent XXL (Big Momma's House) jako Sherry
- 2000: Ryzyko (Boiler Room) jako Abby
- 2000: Liga złamanych serc (Broken Hearts Club: A Romantic Comedy, The) jako Leslie
- 2000: Gdyby ściany mogły mówić 2 (If These Walls Could Talk 2) jako Karen
- 1999: Stygmaty (Stigmata) jako Donna Chadway
- 1999: Drużba (Best Man, The) jako Jordan Armstrong
- 1999: Napad (Held Up) jako Rae
- 1999: Zbyt blisko wroga (In Too Deep) jako Myra
- 1999: The Secret Laughter of Women jako Nimi Da Silva
- 1998: Black Jaq jako Jaqueline 'Jaq' Blackman
- 1997: Miłość od Trzeciego Spojrzenia (Love Jones)
- 1997: Wszystko albo nic (Hav Plenty) jako Trudy
- 1997: Przepis na życie (Soul Food) jako Bird
- 1995: Piątek (Friday) jako Debbie
- 1993: Made in America jako Zora Mathews
- 1991: Chłopaki z sąsiedztwa (Boyz N the Hood) jako Brandi
- 1990: Pogrzebany żywcem (Buried Alive) jako Fingers
- 1986: The B.R.A.T. Patrol jako Darla Perkins